# منتخب ليبيا للكرة الطائرة
منتخب ليبيا الوطني لكرة الطائرة للرجال  هو ممثل ليبيا  الرسمي في المنافسات الدولية في كرة طائرة .

## الإنجازات
- الميدالية الذهبية لكرة الطائرة في دورة الألعاب العربية 2023 الجزائر